# Hannah Davis (Kanutin)

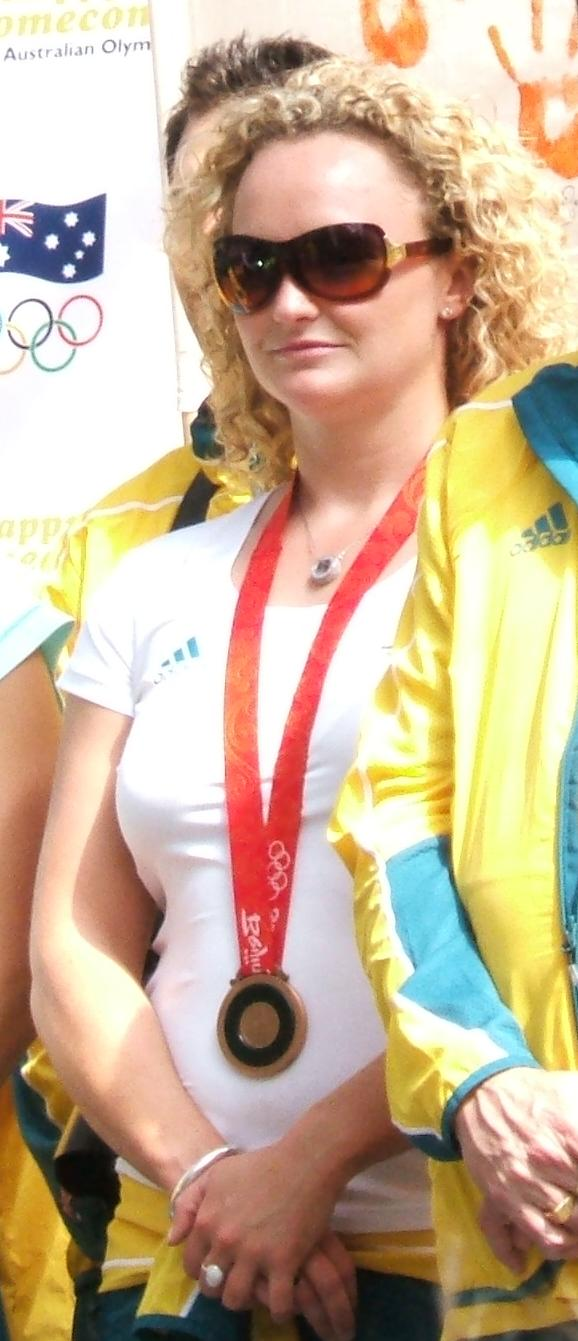
Hannah Davis

Hannah Davis (* 11. August 1985 in Adelaide, South Australia) ist eine australische Kanutin. 

## Werdegang
Hannah Davis begann mit dem Kajakfahren im Jahr 1999 im Alter von 14 Jahren nach einer Talentsuche des South Australian Sports Institute.
Bei ihren ersten nationalen Kajakmeisterschaften nahm sie als unter 16-Jährige (U16) teil und gewann Bronze im Vierer-Kajak über 500 Meter.
Im Jahr 2001 nahm sie am Olympischen Jugend-Festival in Sydney teil. Ihren ersten Auftritt in australischen Junioren-Team hatte sie im darauf folgenden Jahr 2002 und gewann im Jahr 2003 beim australischen olympischen Festival der Jugend im Zweier-Kajak und im Vierer-Kajak über 500 Meter jeweils Gold und im Zweier-Kajak über 1000 Meter Silber.
Bei den Nationalen Meisterschaften im Jahr 2003 gewann sie 3 Titel bei den unter 18-Jährigen (U18) im Einer-, Zweier- und Vierer-Kajak und wurde für die Junioren-Weltmeisterschaften in Japan ausgewählt.
Das Jahr 2004 war ihr erstes Jahr in der offenen Kategorie und im folgenden Jahr 2005 gewann sie im Vierer-Kajak die Nationalen Meisterschaften und wurde für das National-Team ausgewählt.
Im gleichen Jahr belegte sie zusammen mit Lyndsie Fogarty bei den Weltmeisterschaften in Zagreb (Kroatien) den 13. Platz im Zweier-Kajak über 500 Meter und den 9. Platz über die kurze 200-Meter-Strecke. Im Jahr 2006 nahm sie an keinen internationalen Meisterschaften teil, sondern konzentrierte sich auf ihr Training, um 2007 für die Qualifikation für die Olympischen Spiele in Peking vorbereitet zu sein.
Bei den australischen Meisterschaften im Jahr 2007 gewann sie als jüngste Teilnehmerin aller Zeiten über die Strecke von 500 Metern im Einer-Kajak. Ebenso gewann sie den Titel im Vierer-Kajak und Silber im Zweier-Kajak über jeweils 500 Meter.
Hannah Davis wurde im K4 bei den Weltmeisterschaften 2007 in Duisburg Sechste mit dem australischen Boot.
Beim Weltcup in Gérardmer gewann sie Silber im Vierer-Kajak über 500 Meter. Sie war auch ein Mitglied der Vierer-Kajak-Besatzung, die bei den Weltmeisterschaften den 6. Platz über 500 Meter und somit die Olympiaqualifikation erreichte.
Beim Kanu-Weltcup in Duisburg im Jahr 2008 belegt sie zusammen mit Lyndsie Fogarty Rang drei im Vierer-Kajak.
Bei den australischen Meisterschaften im Jahr 2008 gewann sie Gold in den Boots-Kategorien Vierer-Kajak und zusammen mit Lyndsie Fogarty im Zweier-Kajak über jeweils 500 Meter und festigte so ihre Position im olympischen Team für die Spiele in Peking.
Bei den Olympischen Spielen 2008 in Peking gewann sie eine Bronzemedaille im Vierer-Kajak über 500 m, im Zweier wurde sie mit Lyndsie Fogarty Sechste.